# Resapombo
Resapombo is een bestuurslaag in het regentschap Blitar van de provincie Oost-Java, Indonesië. Resapombo telt 7838 inwoners (volkstelling 2010).